# Піраміди в Гуїмар

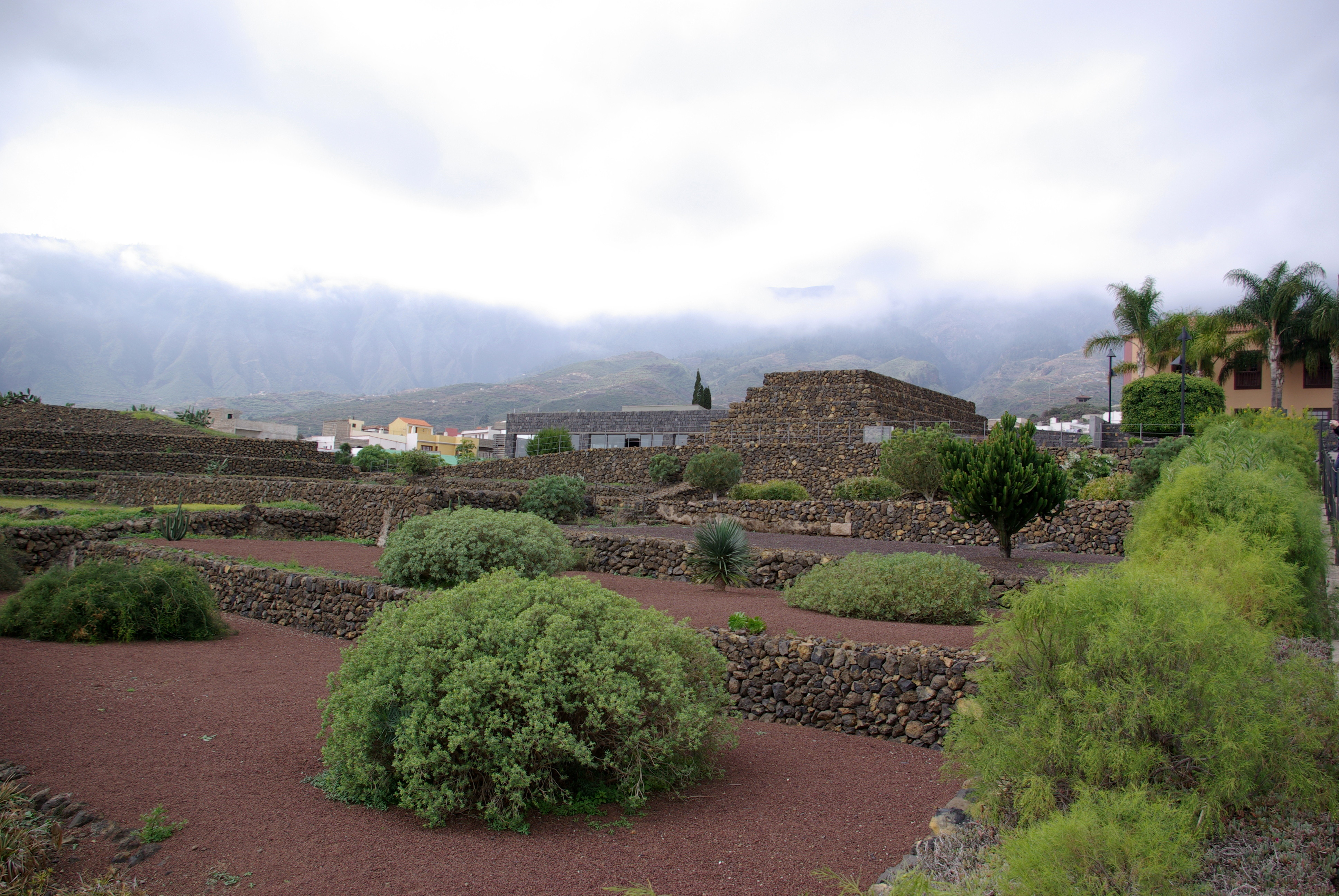

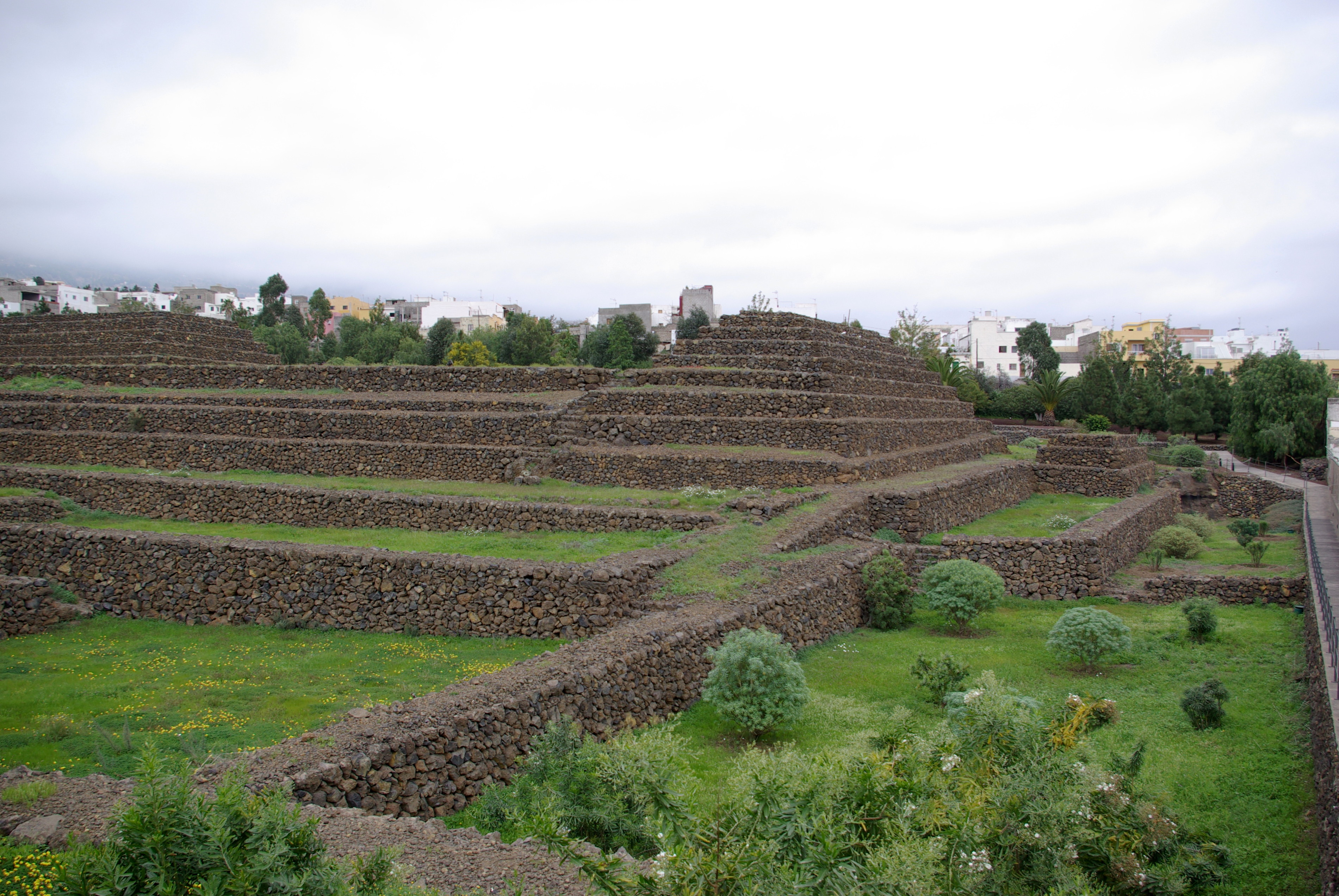

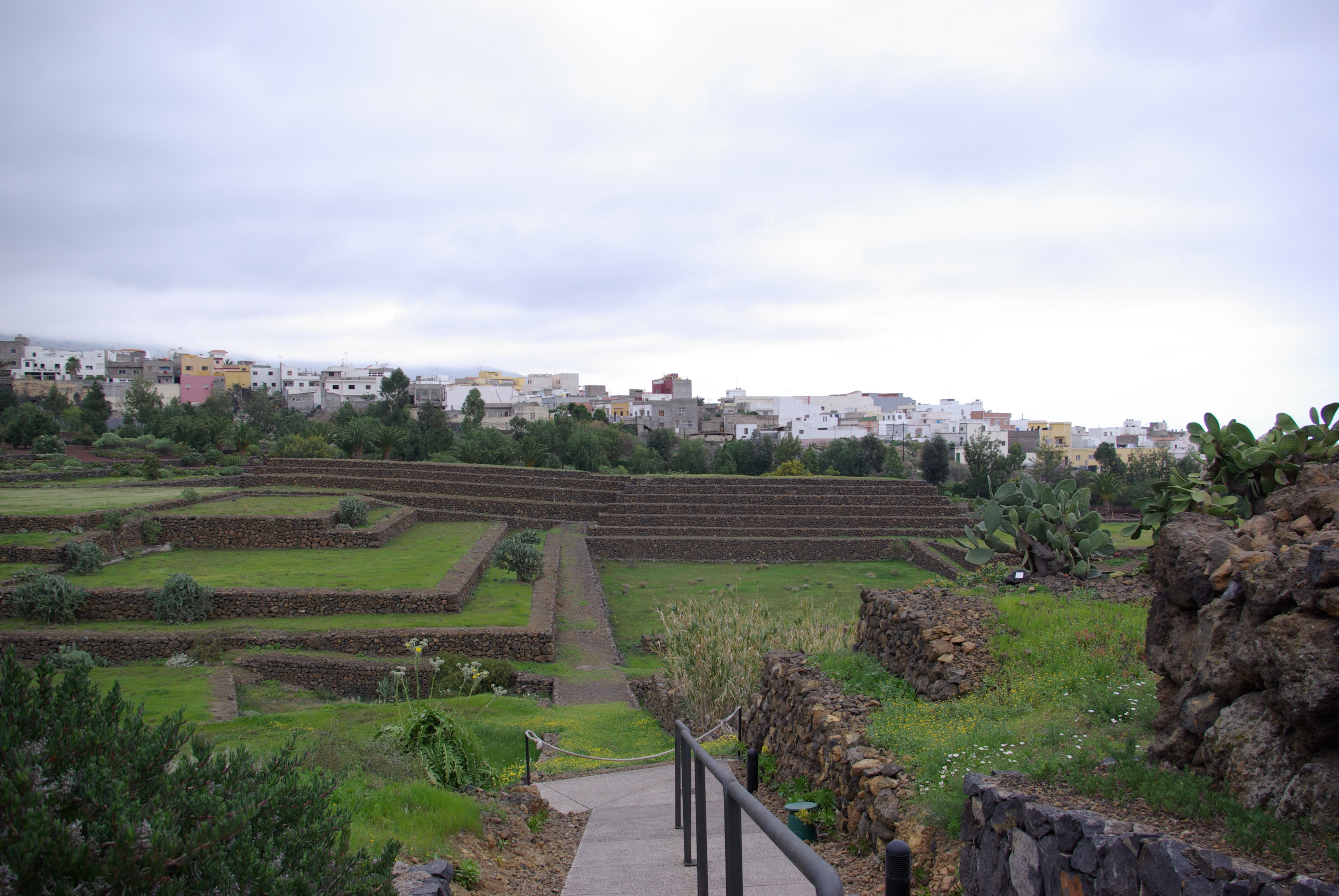

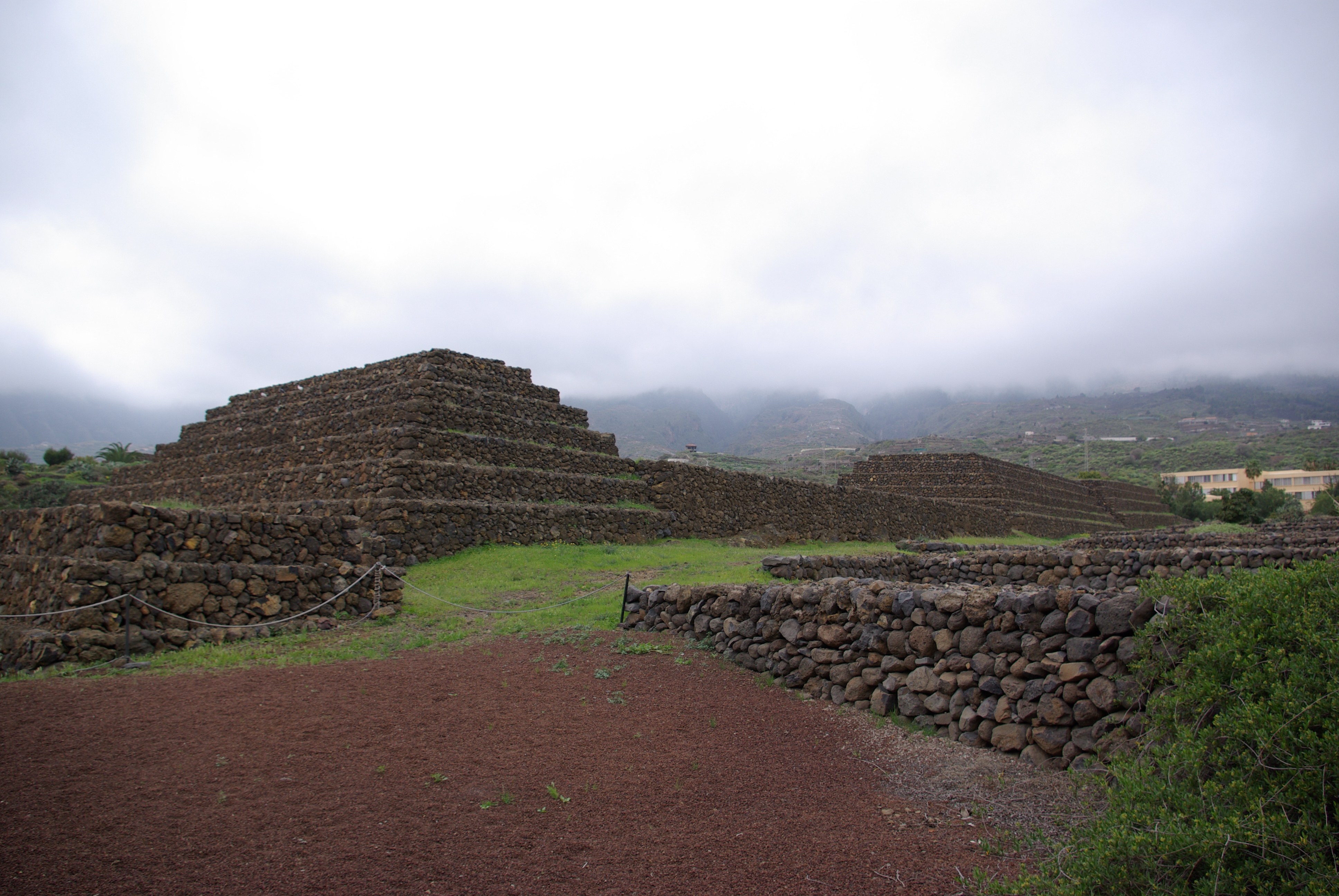

Піраміди в Гуїмар розташовані в однойменному селі на східному узбережжі острова Тенерифе, що входить в архіпелаг Канарських островів, Іспанія. Декілька східчастих пірамід із прямокутною основою, що є помітно схожими із пірамідами мая та ацтеків в Мексиці, досі є загадкою для археологів.

## Дослідження
Протягом тривалого часу вважалось, що піраміди були насипані місцевими селянами, котрі складали вибране каміння на межах своїх полів, що справді було поширеною практикою на Канарах. Старі фотографії та перекази місцевих жителів підтверджують, що піраміди колись були в багатьох місцях на острові, але з часом були зруйновані місцевими жителями, що вважали їх непотрібними, каміння з них було використано як дешевий будівельний матеріал. В самому селі Гуїмар колись було 9 пірамід, із яких залишилося 6.
1991 року відомий дослідник Тур Геєрдал вивчав піраміди та відкрив, що вони не можуть бути випадковим чином насипаними купами каміння. Каміння на кутах пірамід, наприклад, має явні сліди попередньої обробки, також майданчики, на котрих вони були складені, були вирівняні перед початком будівництва. Саме каміння походить не із навколишніх полів, а із застиглої лави. Геєрдал також виявив, що піраміди орієнтовані не випадковим чином, а дозволяють спостерігати певні астрономічні події. В день літнього сонцестояння із верху найвищої піраміди можна спостерігати подвійний захід сонця: сонце заходить за вершину найвищої гори, проходить її, з'являється та вдруге сідає за другою вершиною. Всі піраміди мають сходи на західному боці, котрими можна піднятись точно назустріч сходу сонця вранці в день зимового сонцестояння.

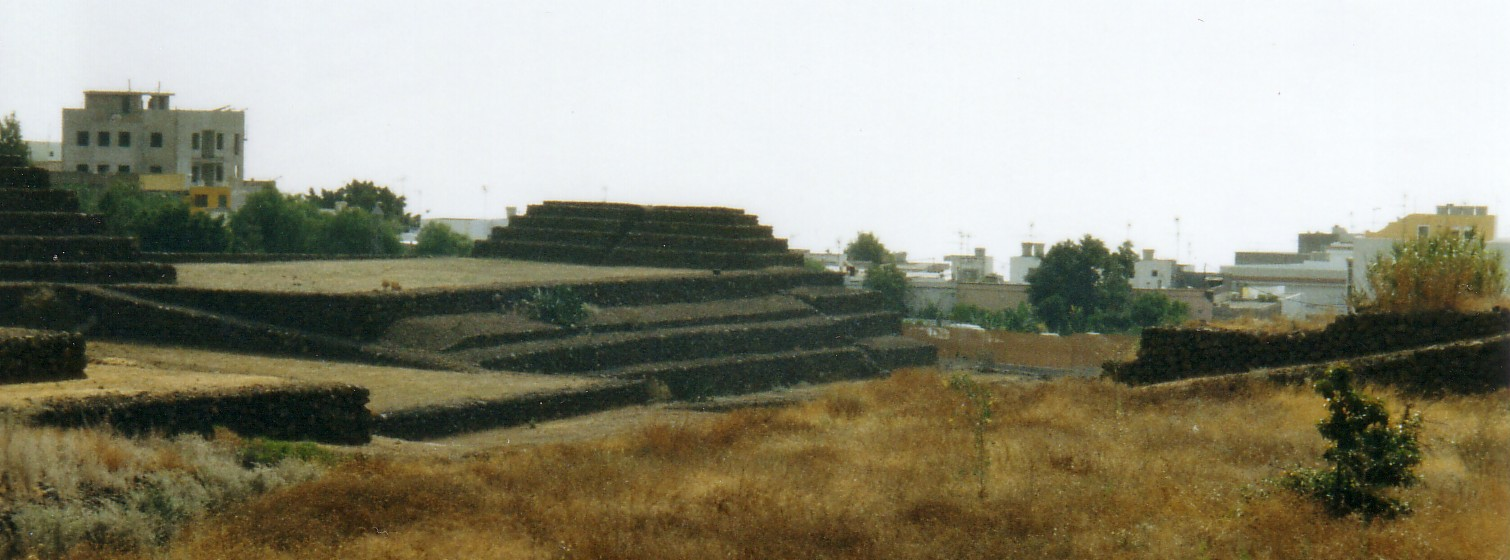
Піраміди в Гуїмар

Геєрдал, однак, не знайшов відповіді ні на запитання про те, хто збудував піраміди, ані на запитання про їх вік. Гуанчі жили в печері під однією із пірамід. До захоплення іспанцями в кінці XV століття. Гуїмар був резиденцією одного із десяти «менсі» (королів) Тенерифе. Пліній Старший повідомляв, що Канари були незаселені в часі подорожі Ганно Мореплавця (близько 600 р. до Р. Х.), але посідали руїни величезних будівель.
Геєрдал висунув теорію, що Канари були стародавньою базою мореплавства між Америкою та Середземномор'ям. Найшвидший маршрут між ними дійсно проходить повз Канари, та також був використаний Христофором Колумбом. 1970 року Геєрдал продемонстрував, що з технічної точки зору мореплавство між Середземномор'ям та Америкою було можливим, коли проплив із Марокко до Барбадосу на папірусному човні Ra II.

## Сучасний стан
1998 року в Гуїмар було відкрито етнологічний парк із площею 65 000 м², на території котрого розміщені всі рештки пірамід. Фінансову допомогу в його відкритті Геєрдалу надав норвезький судновласник Фред Ольсен, що проживає на Тенерифе. Інформаційний центр знайомить відвідувачів з експедиціями Геєрдала та його теоріями щодо походження пірамід. Два павільйони містять матеріали про Геєрдала та моделі його човнів, серед яких репродукція Ra II натурального розміру.